# Holden (cráter)

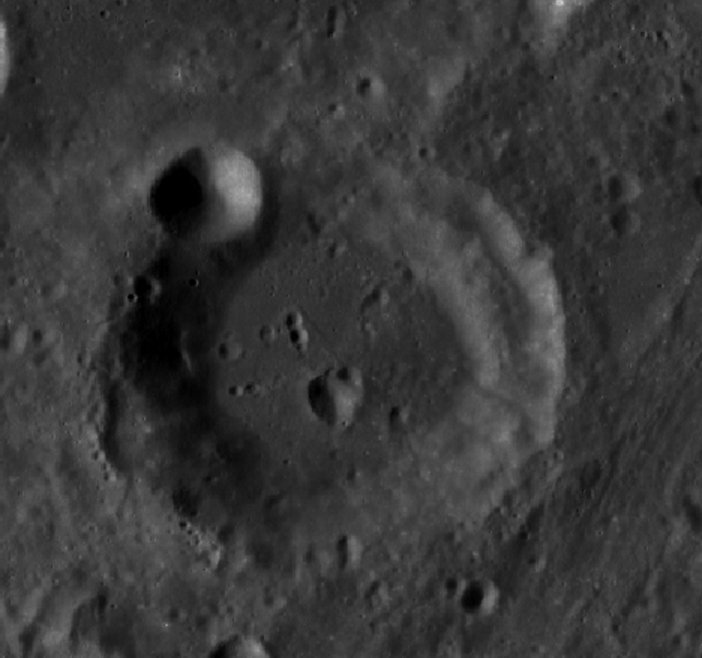
Fotografía de la misión LRO

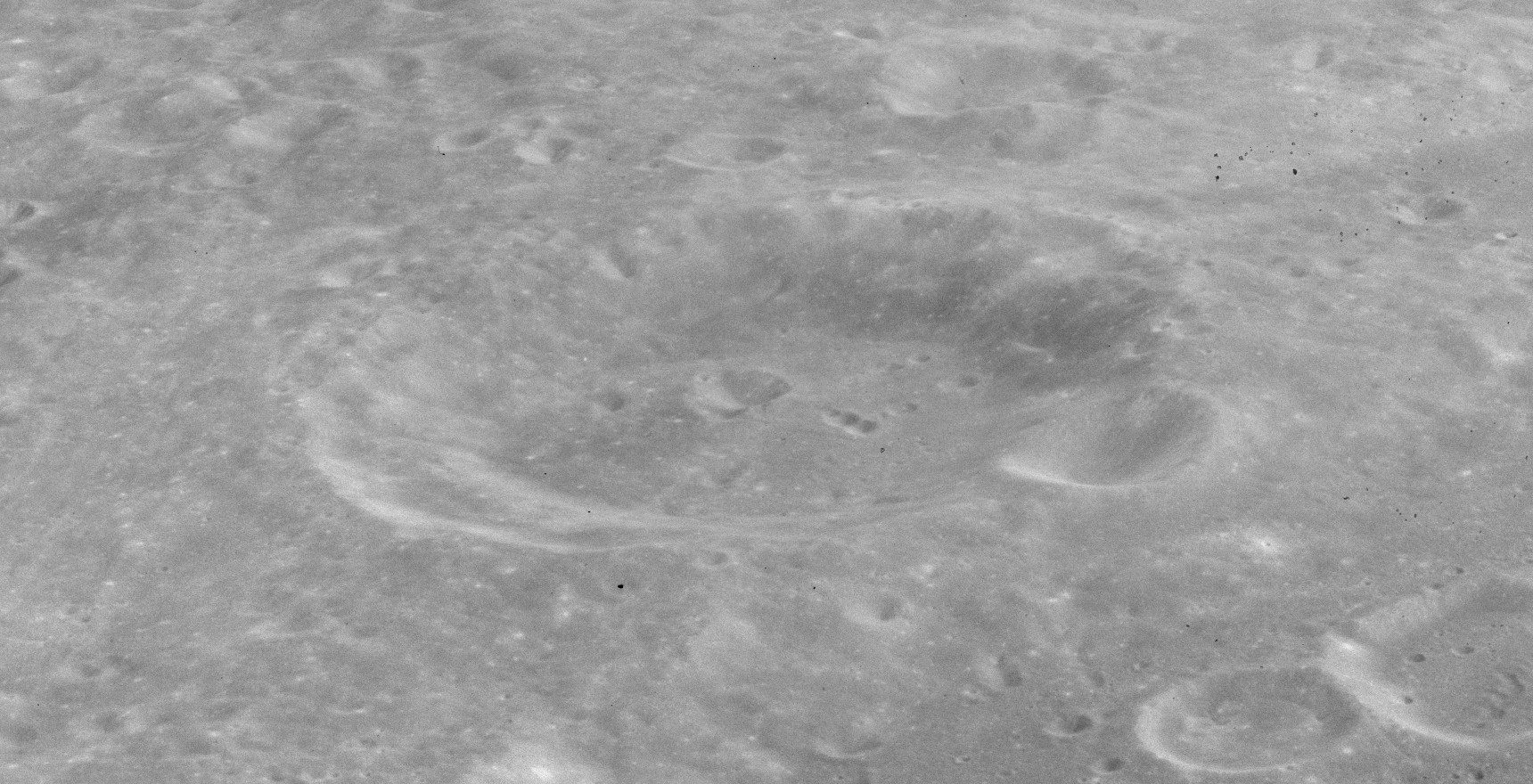
Fotografía de la misión Apolo 15

Holden es un cráter de impacto lunar unido al borde suroriental del cráter mucho más grande Vendelinus. El borde del cráter está marcado por un impacto en el noroeste, y posee un perfil aterrazado en la pared interior noreste. El suelo del cráter es plano, sin pico central. Presenta un pequeño cráter en la plataforma interior, justo al sur del punto medio. Debe su nombre al astrónomo estadounidense Edward Singleton Holden, que también tiene dedicado el cráter marciano Holden.

## Cráteres satélite
Por convención estos elementos se identifican en los mapas lunares colocando la letra en el lado del punto medio del cráter que está más cerca de Holden.
|        | \| Holden \| Coordenadas \| Diámetro \| \| ------ \| ------------------------------- \| -------- \| \| R \| 20°49′S 60°59′E / -20.82, 60.99 \| 18 km \| \| S \| 20°25′S 61°34′E / -20.41, 61.56 \| 14 km \| \| T \| 19°01′S 64°10′E / -19.02, 64.17 \| 9 km \| \| V \| 18°34′S 62°04′E / -18.57, 62.07 \| 12 km \| \| W \| 18°55′S 60°01′E / -18.91, 60.02 \| 12 km \| |          |
| Holden | Coordenadas | Diámetro |
| R      | 20°49′S 60°59′E / -20.82, 60.99 | 18 km    |
| S      | 20°25′S 61°34′E / -20.41, 61.56 | 14 km    |
| T      | 19°01′S 64°10′E / -19.02, 64.17 | 9 km     |
| V      | 18°34′S 62°04′E / -18.57, 62.07 | 12 km    |
| W      | 18°55′S 60°01′E / -18.91, 60.02 | 12 km    |